# Tropischer Sturm Alma
Tropischer Sturm Alma war der erste tropische Wirbelsturm der pazifischen Hurrikansaison 2008. Der Sturm entstand weiter östlich als jeder zuvor im pazifischen Becken beobachtete tropische Wirbelsturm. Er bildete sich am 29. Mai innerhalb der Passatwindzone knapp vor der Küste von Costa Rica. Die ursprünglichen Prognosen gingen davon aus, dass Alma schwach bleiben würde, doch dann unterlief der Sturm eine rapide Intensivierung und entwickelte ein Auge, bevor er in der Nähe von León mit andauernden Windgeschwindigkeiten von 100 km/h die Küstenlinie Nicaraguas überquerte. Alma war der erste tropische Sturm, der die Pazifikküste dieses mittelamerikanischen Staates traf. In Costa Rica verursachte heftiger Regen Sturzfluten und Erdrutsche, wodurch zwei Personen getötet wurden und ein Sachschaden von 35 Millionen US-Dollar entstand. Drei Personen verloren ihr Leben durch die Auswirkungen des Sturms in Nicaragua, fünf weitere starben in Honduras durch den Absturz eines Flugzeuges, der höchstwahrscheinlich durch den Sturm verursacht wurde, und eine Person wurde durch Hochwasser davongespült. Alma war der erste tropische Wirbelsturm mit Landfall an der Pazifikküste Zentralamerikas seit der pazifischen Hurrikansaison 1968.

## Sturmverlauf

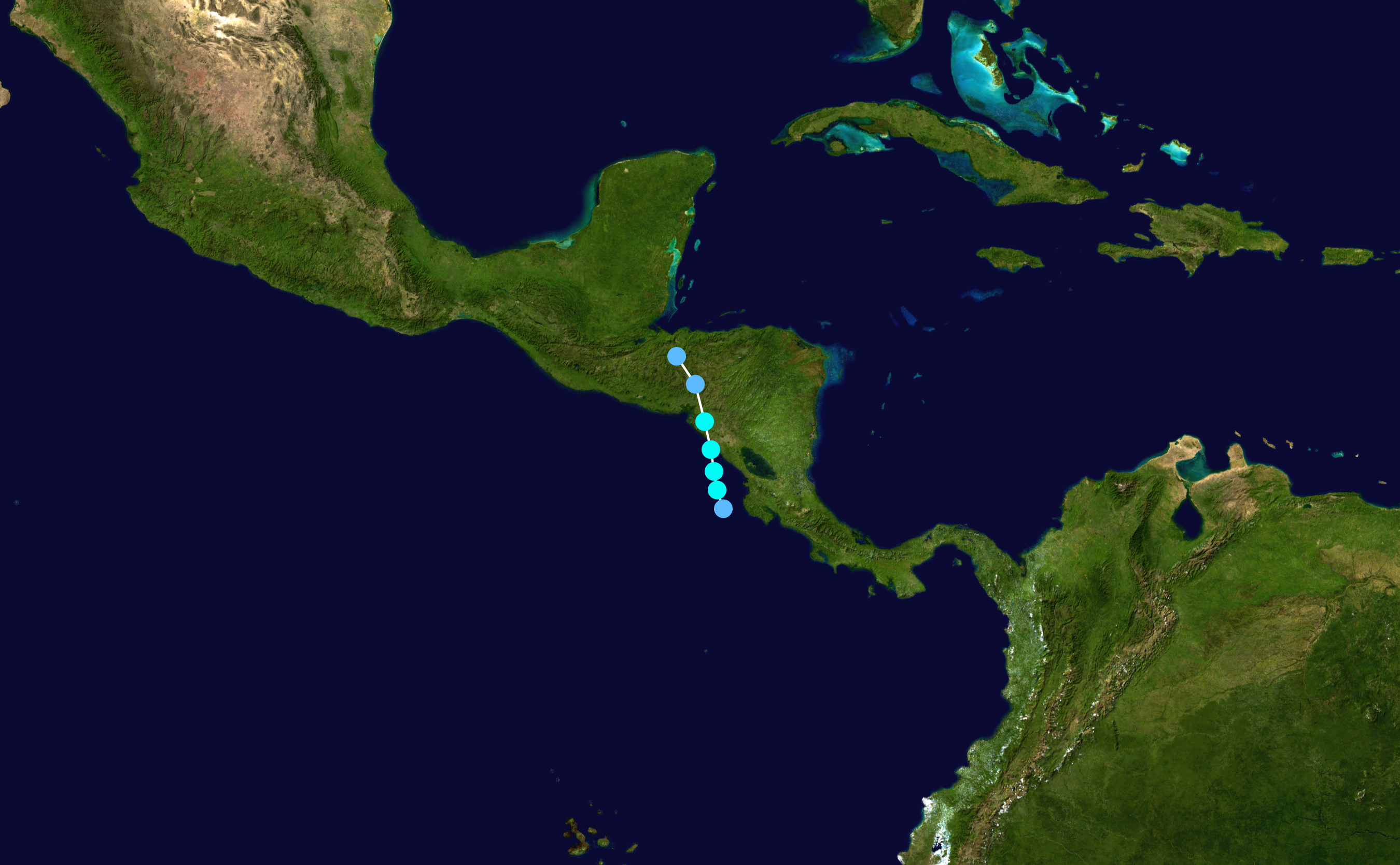
Zugbahn von Alma

Gegen Ende Mai 2008 prognostizierten die Wettervorhersagemodelle die Bildung eines ausgedehnten tropischen Tiefdruckgebietes südwestlich von Zentralamerika voraus. Am 26. Mai reichte ein großer Trog von der südwestlichen Karibik über Costa Rica hinweg bis in den östlichen Pazifischen Ozean und bildete ein weitläufiges Tiefdruckgebiet, das sich über diese Region erstreckte. Konvektion bildete sich in einem zerstückelten Gebiet, teilweise in Verbindung mit der Innertropischen Konvergenzzone. Da diese Störung nur von schwachen Steuerungsströmungen umgeben war, verblieb das System nahezu stationär, und am 27. Mai gewann die Schauertätigkeit an Organisation. Anfänglich bestand das System aus mehreren zyklonischen Wirbeln, von denen der am deutlichsten erkennbare sich rund 550 km westsüdwestlich von San José, Costa Rica befand. Das System organisierte sich zunehmend besser und als sich Zirkulation und Struktur der Konvektion ausreichend aufgebaut hatten, klassifizierte das National Hurricane Center (NHC) das System am 29. Mai um 3:00 Uhr UTC zum tropischen Tiefdruckgebiet Eins-E, etwa 165 km westnordwestlich von Cabo Blanco, Costa Rica.
Durch einen subtropischen Rücken mit Lage im Golf von Mexiko bedingt, driftete das System nordwärts durch ein Gebiet mit höheren Wassertemperaturen und geringer Windscherung. Die Konvektion des Systems war zunächst schwach und erzeugte nur weniger Regenbänder fernab des Zentrums. Deswegen wurde keine Intensivierung erwartet, die über die Stärke eines schwachen tropischen Sturms hinausreicht. Das System entwickelte jedoch rasch heftige Gewitter in Zentrumsnähe, und die Regenbänder im südlichen Halbkreis dehnten sich aus. Um 15:00 Uhr UTC stufte das NHC das Tiefdruckgebiet zum Tropischen Sturm Alma hoch, etwa 85 km südwestlich von Managua, Nicaragua. Zu diesem Zeitpunkt nahm das NHC andauernde Windgeschwindigkeiten von 75 km/h an und erwartete nur noch eine leichte Intensivierung, bevor der Sturm über Land gelangen würde. Schon eine Stunde später bewertete das NHC die Situation aufgrund von Satellitenbildern und QuikSCAT-Auswertungen neu und nahm Windgeschwindigkeiten von 100 km/h an. Es bildete sich ein zyklonisches Auge, das von einem sehr schmalen Konvektionsring umgeben war. Gegen 19:00 Uhr UTC am 29. Mai überquerte Almas Zentrum bei León in Nicaragua die Küste als starker tropischer Sturm. Über Land schwächte sich Alma rasch ab; ein kleines Gewittergebiet bestand jedoch fort und überquerte das Bergland im Süden von Honduras. Nachdem das System in der Nähe von Tegucigalpa passierte, stufte das NHC Alma zu einem tropischen Tiefdruckgebiet ab, und am 30. Mai um 15:00 Uhr UTC löste sich der Wirbelsturm in der Nähe der Grenze zwischen of Honduras und Guatemala auf. Am 31. Mai gelangte das Almas Resttief nach der Überquerung Zentralamerikas in den Golf von Honduras und war dort an der Bildung des Tropischen Sturms Arthur beteiligt.

## Vorbereitungen und Auswirkungen

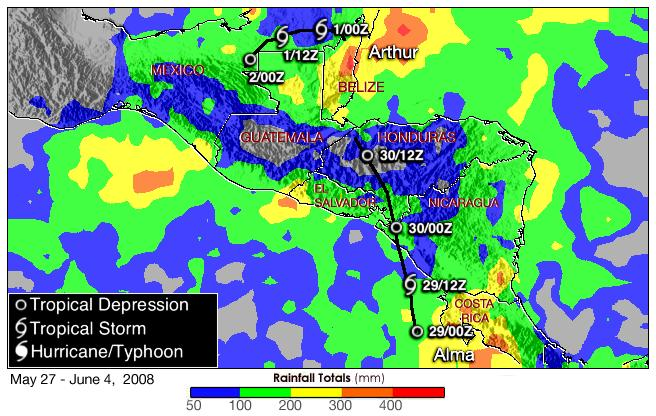
Regengebiete aufgrund von Alma und Arthur

Zusammen mit den ersten Sturminformationen des NHC  rief die Regierung Costa Ricas eine Sturmwarnung für die gesamte Pazifikküste des Staates aus. Zum Zeitpunkt, an dem das System den Namen Alma erhielt, rund vier Stunden vor dem Landfall, galten Warnungen vor einem tropischen Sturm für die gesamte Pazifikküste der Staaten Costa Rica, Nicaragua, Honduras und El Salvador. Als sich herausstellte, dass der Sturm wesentlicher stärker war als vermutet, wurden Hurrikanwarnungen für die Pazifikküsten von Nicaragua und Honduras ausgerufen und die Intensivierung Almas zu einem Hurrikan vorhergesagt. Bevor der Sturm sich über das Festland schob, warnte das NHC davor, dass der Sturm heftige Regenfälle mit einer Niederschlagsmenge von bis zu 500 mm produzieren könnte, wodurch Sturzfluten und Erdrutsche entstünden. Die nationale Notfallkommission Costa Ricas eröffnete vor der Ankunft des Sturmes Notunterkünfte, und rund 250 Einwohner im Kanton Parrita verließen vorsorglich ihre Häuser. In Nicaragua evakuierten die Behörden rund fünftausend Einwohner und dreitausend Soldaten wurden in Bereitschaft versetzt, um bei der Beseitigung der Sturmfolge zu helfen.
Über dem Festland Zentralamerikas erzeugte Alma mäßige bis schwere Regenfälle. In der Stadt David im Westen von Panama wurden innerhalb von 48 Stunden 141 mm Niederschlag gemessen, die Hauptstadt Costa Ricas, San José meldete 78 mm Niederschlag innerhalb von dieser Zeitspanne. In Costa Rica führte der Regen zu Überschwemmungen, die insgesamt siebzehn Gemeinden bedrohten. Er verursachte auch Murenabgänge und Erdrutsche, wodurch mindestens acht Straßenverbindungen unterbrochen wurden. Der Sturm entwurzelte Bäume und riss Stromleitungen herunter, sodass 42,000 Bewohner des Staates von der Stromversorgung abgeschnitten wurden. Aus dem Land wurden zwei Opfer gemeldet, und der Sachschaden wurde auf 20 Milliarden Colónes (2008 rund 35 Millionen US-Dollar) geschätzt.
In León wurden durch den Durchzug Almas mehrere Bauwerke zerstört und einige Straßen beschädigt. In einem Großteil der Departamentos León und Chinandega wurde durch die starken Winde die Stromversorgung unterbrochen. Eine Person starb an einem Stromschlag durch ein herunterhängendes Starkstromkabel, eine weitere auf ähnliche Weise. Auf See ertrank ein Mann in einem Boot. In Tegucigalpa rutschte TACA-Flug 390 von der Start- und Landebahn. Dabei wurden drei Passagiere und zwei Personen am Boden getötet sowie mehr als achtzig Personen verletzt. Aus Honduras wurde der Tod eines Mädchens gemeldet, das von einem durch Flutwasser aufgewirbelten Wasserlauf mitgerissen wurde.

## Wetterrekorde und Namensstreichung

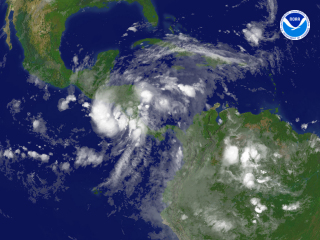
Satellitenbild Almas kurz vor der Namensvergabe

Durch die Bildung bei 86,5° westlicher Länge hat sich Alma weiter östlich gebildet, als jeder andere bisher beobachtete tropische Wirbelsturm im Pazifischen Ozean. Abgesehen von aus dem atlantischen Raum in den Pazifik gewanderten Gebieten haben sich östlich des 90. westlichen Längengrades nur sieben weitere Systeme gebildet: Francesca (1970), Bridget und Priscilla (1971), Jimena (1979), Paul (1982), Cristina (1996) und Rosa (2000). Almas Landfallpunkt liegt weiter östlich als bei jedem anderen aufgezeichneten tropischen Wirbelsturm im Pazifik, und es war das erste solche Ereignis an der nicaraguanischen Pazifikküste. Als sich der Sturm am 29. Mai bildete, wurde damit eine Serie auf neun Jahre verlängert, in der sich im Mai pazifische tropische Wirbelstürme bildeten. Die Reste von Alma trugen zur Bildung des Tropischen Sturms Arthur im atlantischen Becken bei; es handelt sich dabei streng genommen nicht um dasselbe System, da Almas Zirkulation sich zuvor aufgelöst hatte. Der Übergang pazifischer Systeme in den atlantischen Raum ist seltener als umgekehrt; das letzte Mal zuvor geschah dies mit dem Resttief von Hurrikan Cosme während der Hurrikansaison 1989, welches dann zum Tropischen Sturm Allison wurde.
Am 22. April 2009 hat die World Meteorological Organization den Namen Alma von der Liste der Namen tropischer Wirbelstürme für den östlichen Pazifischen Ozean gestrichen und für die atlantische Hurrikansaison 2014 durch Amanda ersetzt. Normalerweise wiederholen sich die Namen nach einer Wartezeit von sechs Jahren, während Namen von Stürmen, die schwerwiegenden Sachschäden oder Opferzahlen verursacht haben, nicht noch einmal vergeben werden. Alma wurde so zum ersten tropischen Sturm im östlichen Pazifik – und ist diesbezüglich auch der schwächste Sturm –, dessen Verlauf zur Streichung seines Namens führte.